# Grotte sommerse di Nanumaga
Le grotte sommerse di Nanumaga sono grotte scoperte nel 1986 a Nanumaga nelle Tuvalu, nella Polinesia occidentale. È una grotta sottomarina situata a più di 40 metri sotto una scogliera di corallo.

## Archeologia
Segni scuri sul soffitto e sulle pareti, così come frammenti di corallo annerito, suggeriscono l'uso del fuoco da parte di precedenti occupanti, in un momento precedente alla conoscenza generalmente accettata dell'insediamento oceanico.